# Гартманнсдорф (Середня Саксонія)
Гартманнсдорф (нім. Hartmannsdorf) — громада в Німеччині, розташована в землі Саксонія. Входить до складу району Середня Саксонія.
Площа — 10,28 км2. Населення становить 4421 ос. (станом на 31 грудня 2020).